# Angelo Furlan
Angelo Furlan (Arzignano, 21 giugno 1977) è un ex ciclista su strada italiano, professionista dal 2000 al 2013.

## Carriera
Nel suo passato agonistico, da ricordare la conquista del titolo italiano ed europeo nella specialità BMX e 35 successi tra le categorie juniores e dilettanti.
Tra i dilettanti, da ricordare anche la conquista della prestigiosa Popolarissima, considerata un mondiale per velocisti.
Ciclista professionista su strada dal 2001, al 2013 ha ottenuto numerose vittorie  nella massima categoria. Velocista. Atleta polivalente ha preso parte anche ad alcune gare di ciclismo su pista e si dedica spesso alla mountain bike. Vincitore di 2 tappe alla Vuelta a España 2002, capace di battere più volte velocisti del calibro di Petacchi e Zabel.
Una carriera professionistica durata 14 anni nella quale Furlan si è posizionato  spesso nelle top 5 di tappa di Giro d'Italia, tour de France e Vuelta Espana.
Nella sua carriera ha disputato 14 grandi giri e 31 classiche monumento 
Nel 2004 conquista la prestigiosa Coppa Bernocchi, una classica italiana.
Nel 2007, si ripropone ad altissimi livelli con la squadra francese Crédit Agricole, conseguendo due vittorie e numerosi piazzamenti durante tutto l'arco della stagione.Vincendo gare in svariate nazioni e tappe pro tour al tour de Pologne e giro del Delfnato . 
Prima della stagione 2009 passa alla Lampre-N.G.C., squadra italiana con la quale si impone in due corse del circuito Pro Tour: una tappa del Critérium du Dauphiné Libéré e in una tappa del Tour de Pologne.
Nel 2010 giunge secondo nella Parigi-Tours, battuto solamente da Óscar Freire. Nel 2011 passa alla danese Christina Watches-Onfone, squadra di Michael Rasmussen.
Nel 2011 si aggiudica la vittoria del Tallinn-Tartu Grand Prix, prova del circuito europeo UCI, la prima tappa del Tour de Serbie e due eventi nazionali danesi.
Nel 2012 vince la classica Danese Fyn Runde di 208 km e la cronosquadre al Tour of China. Già in possesso dell'abilitazione a maestro di MTB e tecnico allenatore per categorie internazionali, nel 2013 affronta la sua tredicesima e ultima stagione da professionista ancora nelle file del team Christina Watches.
Affronta gli ultimi 3 anni di carriera approfondendo gli studi federali ed acquisisce tutti i livelli come allenatore, entrando a far parte anche del collegio docenti come istruttore formatore nazionale di ciclismo.
IL POST CARRIERA. Innovazione e visione nel Ciclismo
(attenzione: spazio promozionale senza valore enciclopedico)
Una storia di amore incondizionato per le 2 ruote, resilienza e successo .
Attualmente  noto non solo per i suoi successi sportivi, ma anche per il suo approccio rivoluzionario al mondo del ciclismo. Dopo aver "appeso la bici al chiodo"  come ciclista professionistica, Furlan si è dedicato con passione a nuovi progetti legati al ciclismo, distinguendosi come coach, formatore e promotore di iniziative che uniscono innovazione, tradizione e valorizzazione del territorio.
Si è distinto come innovatore e conduttore, volto televisivo di programmi tematici di grande successo, dove unisce competenza tecnica a simpatia e carisma. A tutt'oggi Furlan si può definire un imprenditore professionista nel mondo del ciclismo.
Contributi Innovativi nel Mondo del Ciclismo
1. Conduttore di programmi tematici di successo
Angelo è un volto noto per gli appassionati di ciclismo grazie al suo ruolo di conduttore televisivo su canali come Bike Channel e successivamente su ENDU Channel. Nei suoi programmi, riesce a combinare un approccio tecnico e professionale con una simpatia naturale e uno stile di comunicazione unico, rendendo le trasmissioni coinvolgenti e accessibili a un pubblico ampio, dagli esperti agli appassionati amatoriali.Tra i format più apprezzati, si distinguono le puntate dedicate alla tecnica ciclistica, al bike fitting e alle storie di sportivi, sempre narrate con un linguaggio fresco e diretto che ispira e informa.
2. “Danza sui Pedali”
Il programma di allenamento indoor creato da Angelo ha rivoluzionato il modo in cui il ciclismo indoor viene percepito e vissuto.Nato durante la pandemia del 2020, “Danza sui Pedali” si è affermato come un format di successo, capace di coinvolgere centinaia di persone in sessioni interattive, tecniche ma anche divertenti.
3.La bike Academy di Ciclismo Giovanile.
Angelo è il fondatore di una academy estiva dedicata ai giovani talenti del ciclismo, dove trasmette non solo tecnica e strategia, ma anche valori fondamentali come la disciplina e il lavoro di squadra.
L’obiettivo è non solo insegnare le tecniche del ciclismo, ma anche educare i giovani ai valori dello sport: disciplina, resilienza e lavoro di squadra.L’approccio integrato unisce allenamenti tecnici e supporto mentale, preparando i ragazzi sia per le competizioni che per affrontare sfide nella vita.
Ogni Estate, la bike academy di Angelo Furlan accende dalle 40 alle 50 "bike scintille" , ragazzini che scoprono e si innamorano del mondo della bici.
Unitamente a questo, Furlan ogni anno frequenta come relatore, le scuole elementari e medie del circondario con eventi nelle aule, intervenendo come divulgatore e ispiratore dei valori del ciclismo a favore delle nuove generazioni.
4. Rilancio della “Via dei Berici”
Furlan ha dato nuova vita a questa storica manifestazione ciclistica, trasformandola in un evento moderno e inclusivo, capace di attrarre partecipanti da tutta Italia.
Angelo ha avuto un ruolo centrale nel rilancio della Via dei Berici, una storica manifestazione ciclistica del territorio vicentino.Ha trasformato l’evento in un’occasione non solo sportiva, ma anche culturale e turistica, attirando partecipanti da tutta Italia e valorizzando i Colli Berici come destinazione cicloturistica.La sua collaborazione con sponsor e realtà locali, ha dato nuova linfa all’evento, rendendolo più moderno e inclusivo.
5. Comunicazione innovativa e originale nella divulgazione della cultura Ciclistica
Nei suoi programmi e contenuti multimediali, Angelo porta il suo stile unico: un mix di competenza tecnica, narrazione empatica e carisma naturale. Questo gli ha permesso di diventare un punto di riferimento sia per i ciclisti esperti che per gli appassionati che si avvicinano allo sport. Grazie alla sua presenza su piattaforme come YouTube, ENDU Channel e i social media, riesce a mantenere un contatto diretto con la sua community, rafforzando il suo ruolo di guida nel settore.
6. Bike Fitting e Tecnologia
Tra i suoi contributi più tecnici, Furlan si è specializzato nel bike fitting, utilizzando le più avanzate tecnologie per personalizzare l’esperienza dei ciclisti.Grazie al suo approccio scientifico e pratico, aiuta ciclisti amatoriali e professionisti a migliorare la performance, prevenendo infortuni e ottimizzando la biomeccanica.
7. Presenza Digitale e Coinvolgimento della Community
Furlan ha saputo sfruttare al meglio i social media per creare una connessione diretta con la sua fanbase. Ha sviluppato contenuti innovativi che spaziano da consigli tecnici a sessioni live di allenamento, mantenendo sempre un tono empatico e professionale. Il suo motto, “Danza sui Pedali”, è diventato un simbolo per migliaia di appassionati, che lo utilizzano come espressione di motivazione e passione.
Un Innovatore del Ciclismo
Angelo Furlan è riconosciuto non solo per il suo passato come ciclista professionista, ma anche per il suo approccio unico nel combinare tradizione e innovazione. Attraverso i suoi progetti, ha ridefinito l’allenamento ciclistico, valorizzato il territorio e creato un punto di riferimento per chiunque voglia avvicinarsi a questo sport.
Angelo Furlan rimane un pioniere nel suo campo, ispirando generazioni di ciclisti con il suo spirito innovativo e la sua visione per un ciclismo accessibile, moderno e profondamente umano. La sua capacità di adattarsi ai cambiamenti, cogliere nuove opportunità e innovare continuamente lo colloca tra le figure più significative del ciclismo contemporaneo.

## Palmarès
- 2000 (Under 23)

La Popolarissima
- 2001 (Alessio, tre vittorie)

1ª tappa Tour de Serbie (Belgrado > Banja Koviljača)
2ª tappa Tour de Serbie (Banja Koviljača > Čačak)
2ª tappa Tour de Pologne (Gdynia > Koszalin)
- 2002 (Alessio, due vittorie)

17ª tappa Vuelta a España (Benavente > Salamanca)
20ª tappa Vuelta a España (Avila > Parque Warner Madrid)
- 2004 (Alessio-Bianchi, una vittoria)

Coppa Bernocchi
- 2007 (Crédit Agricole, due vittorie)

1ª tappa Étoile de Bessèges (Pézenas > Palavas-les-Flots)
1ª tappa Circuit de la Sarthe (La Roche-sur-Yon > Riaillé)
- 2008 (Crédit Agricole, tre vittorie)

4ª tappa Étoile de Bessèges (Allègre-les-Fumades > Allègre-les-Fumades)
2ª tappa Volta ao Distrito de Santarém (Rio Maior > Benavente)
3ª tappa Tour de Pologne (Mikołajki > Białystok)
- 2009 (Lampre-N.G.C., due vittorie)

2ª tappa Critérium du Dauphiné Libéré (Nancy > Digione)
2ª tappa Tour de Pologne (Serock > Białystok)
- 2011 (Christina Watches-Onfone, quattro vittorie)

Tallinn-Tartu Grand Prix
1ª tappa Tour de Serbie (Ruma > Ruma)
4ª tappa Tour de Serbie (Užice > Niš)
5ª tappa Tour de Serbie (Niš > Sokobanja)
- 2013 (Christina Watches-Onfone)

2ª tappa Tour of Estonia (Tallinn > Tartu)

### Altri successi
- 2011 (Christina Watches-Onfone)

Aalborg (Criterium)
Post Cup Køge (cronocoppie con Nikola Aistrup)
Herning City Gadeløbet (Criterium)
- 2012 (Christina Watches-Onfone)

Fyen Rundt (Criterium)
1ª tappa Tour of China (Xi'an > Xi'an, cronosquadre)

## Piazzamenti

### Grandi Giri
- Giro d'Italia

2002: 128º
2003: fuori tempo (18ª tappa)
2004: 128º
2007: 141º
- Tour de France

2003: ritirato (9ª tappa)
2005: ritirato (12ª tappa)
2009: ritirato (12ª tappa)
- Vuelta a España

2002: 121º
2003: 150
2004: non partito (9ª tappa)
2005: ritirato (3ª tappa)
2007: ritirato (14ª tappa)
2010: 136º

### Classiche monumento
- Giro delle Fiandre

2005: ritirato
2009: ritirato
- Parigi-Roubaix

2003: ritirato
2005: 66º
2005: 23º